# Рейсовая улица (Санкт-Петербург)
Ре́йсовая у́лица — улица в Московском районе Санкт-Петербурга на территории Авиагородка. Проходит от Штурманской улицы до Предпортовой улицы.

## История
Наименована Рейсовая улица 15 июля 1976 года, использована авиационная тематика, как и у других улиц Авиагородка. Часть улицы проходит, прилегая вплотную к СПбКАД с внутренней стороны — при этом с внешней стороны на этом же участке проходит Диспетчерская улица, которая оканчивается мостом под КАД и соединением с Рейсовой.

## Достопримечательности
- Церковь Святителя Николая Чудотворца у станции Предпортовая.
- Рельсоварочный завод № 1